# ألكسندر ويت
ألكسندر ويت (بالإنجليزية: Alexander Witt)‏ هو رسام ومشغل كاميرا ومخرج أمريكي، ولد في 10 أبريل 1952 في سانتياغو في تشيلي.

## وصلات خارجية
- ألكسندر ويت على موقع IMDb (الإنجليزية)
- ألكسندر ويت على موقع ألو سيني (الفرنسية)
- ألكسندر ويت على موقع أول موفي (الإنجليزية)
- ألكسندر ويت على موقع قاعدة بيانات الأفلام السويدية (السويدية)
- ألكسندر ويت على موقع قاعدة بيانات الفيلم (الإنجليزية)
- ألكسندر ويت على موقع كينوبويسك (الروسية)